# Eurysternus jessopi
Eurysternus jessopi är en skalbaggsart som beskrevs av Martinez 1988. Eurysternus jessopi ingår i släktet Eurysternus och familjen bladhorningar. Inga underarter finns listade i Catalogue of Life.